# Ясный (Амурская область)
Я́сный — посёлок в Зейском районе Амурской области России. Входит в сельское поселение Октябрьский сельсовет.
Посёлок Ясный, как и Зейский район, приравнен к районам Крайнего Севера.

## География
Расположен 178 км к юго-востоку от районного центра, города Зея, вблизи левого берега реки Деп (левый приток Зеи); через Заречную Слободу, Николаевка-2, Николаевку, Алексеевку, Алгач, Умлекан, Рублёвку, Юбилейный. Расстояние до посёлка Юбилейный (на левом берегу Зеи) — 70 км. В 55 км к юго-востоку от посёлка Ясный находится центр сельского поселения, село Октябрьский.

## История
Возник как посёлок при золотом прииске. До 1979 г. имел статус посёлка городского типа. В период расцвета в посёлке существовало три больницы, две школы, два детских сада, клуб, аэродром, куда по три раза в день садились самолеты, доставляя грузы и перевозя пассажиров. Неподалеку был отстроен поселок Утес, где находилось приисковое подсобное хозяйство. Там держали скот, производили колбасу, сыр и другие молочные продукты. Поля засевались зерновыми и овощными культурами.

## Население
| 1939   | 1959 | 1970 | 1979 | 2002 | 2010 | 2012 |
| ------ | ---- | ---- | ---- | ---- | ---- | ---- |
| 15 538 | ↘775 | ↘689 | ↘346 | ↘62  | ↘15  | ↘11  |
| 2013   | 2014 | 2015 | 2016 | 2017 | 2018 |      |
| →11    | ↘9   | ↗10  | ↘9   | ↘8   | →8   |      |

## Инфраструктура
Вся инфраструктура посёлка разрушена. В посёлке отсутствует электроэнергия, газоснабжение, телефонная связь, автодороги.